# Kratkorepci
Kratkorepci su grupa dekapodnih rakova (Decapoda) iz infrareda Brachyura. Nazivaju se kratkorepi rakovi (prijevod latinskog naziva), zbog toga što je zadnji dio tijela kratak i podvijen ispod prednjeg (glavogrudnog) dijela tijela (abdomena) (grč. βραχύς = kratak, οὐρά / οura = rep).
Veličina im se kreće od vrlo malih, čije su ljušture promjera samo 6 mm, do Japanske goleme rakovice, koja ima ljušturu promjera do 40 cm i raspon kliješta do 3,8 m. Većina vrsta kratkorepih rakova ima ljušture, ali ima i izuzetaka kao što je rak samac koji nema ljušturu, već se nastanjuje u školjci morskoga puža ili nekog drugoga mekušca.
Pravi kratkorepci imaju 5 para nogu, iako nisu sve vidljive kod nekih vrsta. Prednji par nogu ima razvijena kliješta s kojima love plijen. Mnoge vrste kratkorepaca koriste zadnji par nogu kao vesla za plivanje. Rep im je obično vrlo mali i podvučen pod tijelo. Na zemlji, kratkorepi rakovi hodaju postrance.
Glavogrudni dio tijela (lat. cephalotorax) kod kratkorepaca ima ovalni oblik, na leđima ispupčen, prekriven brojnim kvržicama. Naprijed je uži i ima dva kraća šiljka. Uz rubove također ima niz kraćih trnastih izraštaja. Ima oči na kratkim drškama, koje može, kao i antene uvući u udubljenja na glavogrudnom dijelu tijela. Ima četiri para dugih nogu, koje završavaju bodljama i služe za hodanje, a jedan prednji par pretvoren je u tanka kliješta. Glavogrudni dio tijela dug je oko 20 cm, ima blijedu žućkastu boju i često na njemu odozgo rastu alge ili spužve, pa se može dobro sakriti u svojoj okolini.
Većina kratkorepaca živi u moru, a svi se vraćaju u more za vrijeme razmnožavanja. Neki kratkorepci provode čitav život u slatkoj vodi, a neki se vraćaju iz slatke vode u more radi razmnožavanja. Ženka pod repom nosi oplođena jaja iz kojih se preobražajem razvijaju odrasle životinje.
Jako se razlikuju po prehrani. Neki su biljojedi, neki mesojedi, a neki jedu sve, čak i otpatke.